# Golihalli, Khanapur
Golihalli là một làng thuộc tehsil Khanapur, huyện Belgaum, bang Karnataka, Ấn Độ.